# Anthomyia leucotelus
Anthomyia leucotelus este o specie de muște din genul Anthomyia, familia Anthomyiidae. A fost descrisă pentru prima dată de Walker în anul 1853. Conform Catalogue of Life specia Anthomyia leucotelus nu are subspecii cunoscute.